# IC 2500
IC 2500 је спирална галаксија у сазвјежђу Мали лав која се налази на листи објеката дубоког неба у Индекс каталогу.
Деклинација објекта је + 36° 20' 57" а ректасцензија 9h 42m 23,3s. Привидна величина (магнитуда) објекта IC 2500 износи 14,4 а фотографска магнитуда 15,2. IC 2500 је још познат и под ознакама MCG 6-21-74, CGCG 181-83, CGCG 182-1, PGC 27748.